# Ramanuja swarnamus
Ramanuja swarnamus är en stekelart som beskrevs av T.C. Narendran 1989. Ramanuja swarnamus ingår i släktet Ramanuja och familjen kragglanssteklar. Inga underarter finns listade i Catalogue of Life.